# Peter Eggers (Schauspieler)

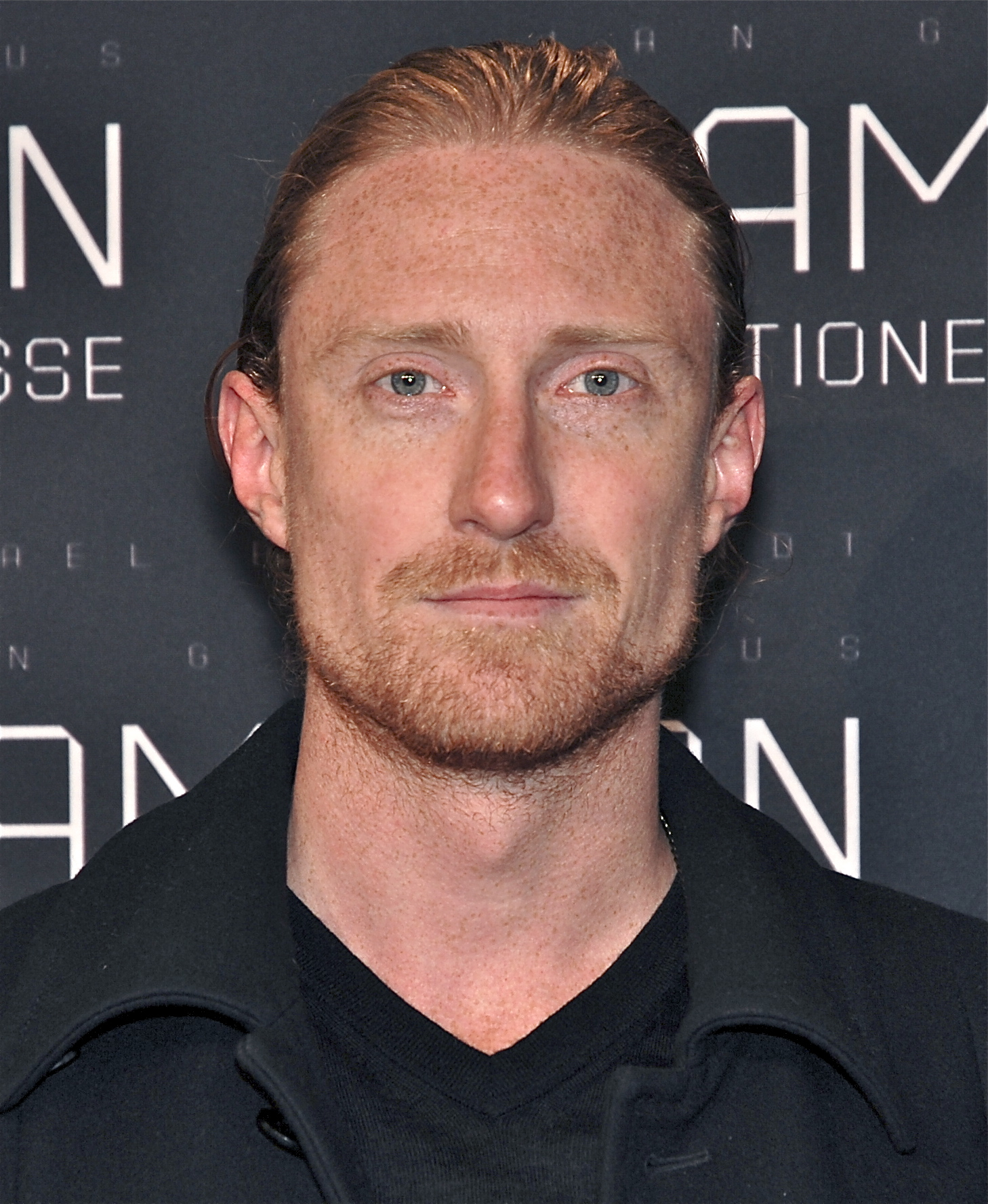
Peter Eggers (2012)

Peter Alex Tomas Eggers (* 14. Januar 1980 in Lund) ist ein schwedischer Schauspieler.

## Leben
Peter Eggers ist der Sohn der Schauspielerin Catrin Eggers und Neffe des Schauspielers Per Eggers. Seine ältere Schwester war die Schauspielerin Maria Eggers. Dadurch erhielt er bereits in seiner Jugend die Möglichkeit vereinzelt Rollen am Theater und in Fernsehserien zu spielen. So spielte er 1992 am Königlichen Dramatischen Theater mit. Anschließend konzentrierte sich Eggers auf seine Musikkarriere und war als Diskjockey, Musikproduzent und Songwriter aktiv, bevor er sich schließlich für zurück auf seine Schauspielkarriere besann. So schloss er 2010 sein Schauspielstudium an der Theaterhochschule in Malmö ab. Seitdem war er vermehrt in Fernsehserien wie Borgen – Gefährliche Seilschaften, Maria Wern, Kripo Gotland und Blinded zu sehen.
Eggers ist liiert und Vater zweier Kinder.

## Filmografie
- 2003: Evil (Ondskan)
- 2004: Der Fluch von Hellestad (Strandvaskaren)
- 2011: Anno 1790 (Fernsehserie, 11 Folgen)
- 2012: Agent Hamilton 2 – In persönlicher Mission (Hamilton: Men inte om det gäller din dotter)
- 2013: Borgen – Gefährliche Seilschaften (Borgen, Fernsehserie, eine Folge)
- 2013: Maria Wern, Kripo Gotland (Maria Wern, Fernsehserie, eine Folge)
- 2014: Aquilas Geheimnis – Auf der Suche nach dem Piratenschatz (Piratskattens hemlighet, Fernsehserie, 17 Folgen)
- 2015: 100 Code (The Hundred Code, Fernsehserie, 10 Folgen)
- 2018: Kommissar Beck – Die neuen Fälle (Beck, Fernsehserie, eine Folge)
- 2018: Operation Ragnarök
- 2019–2022: Blinded (Fartblinda, Fernsehserie, 8 Folgen)
- 2021–2022: Schnelles Geld (Snabba Cash, Fernsehserie, 12 Folgen)
- 2025: Genombrottet (Fernsehserie, 4 Folgen)